# Kecamatan Langsa Barat
Kecamatan Langsa Barat (indonesiska: Langsa Barat) är ett distrikt i Indonesien.   Det ligger i provinsen Aceh, i den västra delen av landet, 1 500 km nordväst om huvudstaden Jakarta.